# Eivind Austad
Eivind Waage Austad (* 3. November 1973) ist ein norwegischer Jazzmusiker (Piano, Komposition).

## Wirken
Austad wuchs in Stavanger auf, wo er klassischen Klavierunterricht hatte und sich für Gospel und Kirchenmusik interessierte, bevor er als Jugendlicher die Welt des Jazz entdeckte. Nach der Hochschulreife bereitete er sich zunächst an der Viken folkehøgskole auf das Studium vor, um dann an der Universität Bergen Schulmusik zu studieren. Von 1997 bis 2000 erwarb er am  Konservatorium Trondheim einen Bachelor in Jazzperformance.
Austad zog 2001 nach Bergen, wo er mit einem Master in Musikpädagogik abschloss, und etablierte sich dort als Pianist und Keyboarder, der ein breites Spektrum an Stilen und Ausdrucksformen abdeckt. Er arbeitete mit Musikern wie Kjetil Møster, Thomas T. Dahl, Frode Alnæs, Sigurd Køhn, Elisabeth Lid Trøen, Ole Hamre, Håkon Mjåset Johansen, Frank Jakobsen, Ernst-Wiggo Sandbakk, Magne Thormodsæter, Signe Førre und Sigvart Dagsland. Seit 2001 leitet er sein eigenes Eivind Austad Trio. Erst 2015 veröffentlichte er sein Debütalbum Moving mit seinem Trio, das gute Kritiken erhielt. Weiterhin spielte er ein Trio-Album mit den New-Orleans-Musikern James Singleton und Johnny Vidacovich ein. Auch nahm er mit Ole Amund Gjersvik, der Sängerin Tone Lise Moberg und der Popkünstlerin Karin Park auf.
Neben seiner Tätigkeit als Musiker unterrichtet Austad und leitet die Jazz-Abteilung an der Musikhochschule Bergen/Universität Bergen (Grieg-Akademie).

## Diskographische Hinweise
- 2015: Eivind Austad Trio: Moving (Ozella Music, mit Magne Thormodsæter, Håkon Mjåset Johansen)
- 2019: Eivind Austad Trio: Northbound (Losen, mit Magne Thormodsæter, Håkon Mjåset Johansen)[4]
- 2020: Eivind Austad New Orleans Trio: That Feeling (Losen Records, mit James Singleton, Johnny Vidacovich)[5]
- 2022: Eivind Austad Trio: Live in Oslo (Austad Music)